# Amt Eickel
| Amt in Preußen     | Amt in Preußen         |
| ------------------ | ---------------------- |
| Name               | Eickel                 |
| Provinz            | Westfalen              |
| Regierungsbezirk   | Arnsberg               |
| Landkreis          | Gelsenkirchen          |
| Fläche             | 9,12 km² (1925)        |
| Einwohner          | 33.261 (1925)          |
| Bevölkerungsdichte | 3.647 Einw./km² (1925) |
| Gemeinden          | 2 (1891) 1 (1926)      |

Das Amt Eickel war von 1891 bis 1926 ein Amt im Landkreis Gelsenkirchen in der preußischen Provinz Westfalen.

## Geschichte
Im Landkreis Gelsenkirchen schieden am 1. November 1891 die beiden Gemeinden Eickel und Holsterhausen aus dem Amt Wanne aus und bildeten das Amt Eickel.
Der Sitz der Amtsverwaltung befand sich in der heutigen Richard-Wagner-Straße 5.
Am 1. April 1910 wurde Holsterhausen nach Eickel eingemeindet, so dass das Amt Eickel nunmehr nur noch aus der Gemeinde Eickel bestand.
Zum 1. April 1926 wurden das Amt Eickel durch das Gesetz über die Neuregelung der kommunalen Grenzen im rheinisch-westfälischen Industriebezirke aufgelöst. Die Gemeinde Eickel wurde Teil der neuen kreisfreien Stadt Wanne-Eickel.

## Einwohnerentwicklung
| Jahr | Einwohner | Quelle |
| ---- | --------- | ------ |
| 1895 | 15.951    | [ 3 ]  |
| 1910 | 33.496    | [ 4 ]  |
| 1925 | 33.261    | [ 5 ]  |